# Melanie Klaffner
Melanie Klaffner (ur. 22 maja 1990 w Waidhofen), austriacka tenisistka.
Pierwszy kontakt z zawodowym tenisem miała jako czternastolatka, w październiku 2004 roku. Otrzymała od organizatorów turnieju WTA Generali Ladies Linz dziką kartę do udziału w kwalifikacjach. Debiut nie był udany i tenisistka odpadła już w pierwszej rundzie, przegrywając wysoko, 0:6, 1:6 z Magüi Serną. W maju następnego roku wygrała kwalifikacje do turnieju ITF w izraelskiej Ra’anannie, pokonując w decydującym o awansie meczu rodaczkę Patricię Mayr i po raz pierwszy zagrała w turnieju głównym, w którym jednak przegrała w pierwszej rundzie z Sabine Lisicki. Pierwszy turniej w grze singlowej wygrała w maju 2006 roku, w rumuńskim Balș, w którym pokonała w finale Rumunkę Dianę Enache. W sumie wygrała piętnaście turniejów singlowych i dwadzieścia pięć deblowych rangi ITF.
W 2006 roku ponownie otrzymała dziką kartę do udziału w kwalifikacjach turnieju WTA w Linzu, ale podobnie jak w 2004 roku też przegrała w pierwszej rundzie, tym razem z Virginie Razzano. W 2007 roku wystąpiła w dwóch turniejach WTA, Gastein Ladies i Generali Ladies Linz, od razu w fazie głównej (dzięki dzikim kartom) ale i w tych wypadkach kończyła na pierwszych rundach. Rok później ponownie dostała szansę w turnieju głównym w Bad Gastein, gdzie tym razem osiągnęła drugą rundę, pokonując w pierwszej Lucię Šafářovą. Spróbowała również swoich sił w kwalifikacjach do turnieju wielkoszlemowego w Wimbledonie, w 2010 roku, ale odpadła w pierwszej rundzie, przegrywając z Jelena Dokić.
Od 2006 roku reprezentuje również swój kraj w rozgrywkach Pucharu Federacji.

## Wygrane turnieje rangi ITF
| turnieje z pulą nagród 100 000 $ |
| turnieje z pulą nagród 75 000 $  |
| turnieje z pulą nagród 50 000 $  |
| turnieje z pulą nagród 25 000 $  |
| turnieje z pulą nagród 15 000 $  |
| turnieje z pulą nagród 10 000 $  |

### Gra pojedyncza
|     | Data       | Turniej        | Kat. | ($)    | Naw.      | Finalistka        | Wynik                  |
| 1.  | 28/05/2006 | Balș           | ITF  | 10 000 | ziemna    | Diana Enache      | 6:3, 6:4               |
| 2.  | 17/06/2007 | Lenzerheide    | ITF  | 10 000 | ziemna    | Patricia Mayr     | 7:6, 6:4               |
| 3.  | 16/05/2010 | Tanjung        | ITF  | 25 000 | twarda    | Zhang Ling        | 6:3, 7:6               |
| 4.  | 26/09/2010 | Telawi         | ITF  | 25 000 | ziemna    | Iryna Buriaczok   | 3:6, 6:0, 3:0 krecz    |
| 5.  | 19/02/2012 | Leimen         | ITF  | 10 000 | twarda    | Tereza Smitková   | 2:6, 7:6(5), 6:1       |
| 6.  | 22/12/2012 | Dżibuti        | ITF  | 10 000 | twarda    | Amandine Hesse    | 4:6, 7:5, 6:2          |
| 7.  | 24/02/2013 | Muzaffarnagar  | ITF  | 25 000 | trawiasta | Weronika Kapszaj  | 6:2, 6:0               |
| 8.  | 24/03/2013 | Szarm el-Szejk | ITF  | 10 000 | twarda    | Valeria Podda     | 6:3, 6:1               |
| 9.  | 31/03/2013 | Szarm el-Szejk | ITF  | 10 000 | twarda    | Nateła Dzałamidze | 6:1, 6:0               |
| 10. | 05/05/2013 | Phuket         | ITF  | 25 000 | twarda    | Doroteja Eric     | 3:6, 6:3, 6:2          |
| 11. | 30/06/2013 | Zlin           | ITF  | 25 000 | ziemna    | Kristína Kučová   | 6:3, 6:2               |
| 12. | 08/02/2015 | Szarm el-Szejk | ITF  | 10 000 | twarda    | Yuuki Tanaka      | 7:5, 3:6, 6:2          |
| 13. | 08/11/2015 | Casablanca     | ITF  | 25 000 | ziemna    | Irina Chromaczowa | 2:6, 7:6(7), 2:1 krecz |
| 14. | 06/12/2015 | Kair           | ITF  | 10 000 | ziemna    | Naomi Totka       | 6:4, 6:2               |
| 15. | 06/11/2016 | Szarm el-Szejk | ITF  | 10 000 | twarda    | Ana Vrljić        | 7:5, 6:3               |